# Rebecca Gilling
Rebecca Gilling (ur. 3 listopada 1953 w Castlecrag) – australijska aktorka, prezenterka telewizyjna i modelka. 

## Życiorys

### Wczesne lata
Urodziła się w Castlecrag, na przedmieściach Sydney, w Nowej Południowej Walii jako córka architekta. Po studiach architektury zaczęła pojawiać się w reklamach różnych firm kosmetycznych, które korzystały z jej urody, 184 cm wzrostu i szczupłej sylwetki.

### Kariera
W 1973 podjęła pracę w telewizji. Zadebiutowała na kinowym ekranie w komediodramacie Numer 96 (Number 96, 1974) i dramacie sensacyjnym Stone (1974). Następnie trafiła na szklany ekran w serialu Cichy numer (Silent Number, 1974), telewizyjnym dramacie sensacyjnym Człowiek z Hong Kongu (The Man from Hong Kong, 1975), telewizyjnym thrillerze Tajemnica drzwi (Secret Doors, 1976), serialu Chopper Squad (1978). Popularność w Australii przyniosła jej rola Robbie Dean w operze mydlanej Glenview High (1977-79) oraz postać doktor Liz Kennedy w operze mydlanej Młodzi lekarze (The Young Doctors, 1979-81). 
Znaczącą rolą stała się kreacja zamożnej Stephanie Harper w miniserialu Powrót do Edenu (Return to Eden, 1983) i sequelu z 1986 roku. Zagrała potem w serialu City West (1984) z Gosią Dobrowolską, melodramacie sensacyjnym Naga wieś (The Naked Country, 1984), telewizyjnym dramacie sensacyjnym CBS Błękitny opal (The Blue Lightning, 1986) u boku Sama Elliotta i miniserialu Niebezpieczne życie (A Dangerous Life, 1988) z udziałem Gary’ego Buseya, telewizyjnym dramacie NBC Niebezpieczeństwo obniżone poniżej (Danger Down Under, 1988) u boku Lee Majorsa oraz miniserialu Papierowy człowiek (The Paper Man, 1990) z Petą Toppano.
W 1993 podjęła współpracę z Nine Network jako prezenterka programu Nasz dom (Our House) dla organizacji Planet Ark.

## Życie prywatne
Była mężatką z Tony Pringle (1985–2003), mają dwóch synów – Hamisha (ur. 1987) i Billy’ego (ur. 1991).

## Filmografia

### Filmy fabularne
- 1974: Numer 96 (Number 96) jako Diana Moore
- 1974: Stone jako Vanessa
- 1975: Człowiek z Hong Kongu (The Man from Hong Kong) jako Angelica
- 1976: Tajemnica drzwi (Secret Doors, TV)
- 1985: Naga wieś (The Naked Country) jako Mary Dillon
- 1986: Błękitny opal (The Blue Lightning, TV) jako Kate McQueen
- 1987: Feathers jako Fran
- 1988: Niebezpieczeństwo obniżone poniżej (Danger Down Under, TV) jako Sharon Harris
- 1989: The Saint: Fear in Fun Park (TV) jako Aileen
- 1990: Heaven Tonight jako Annie Dysart
- 1997: Mystique of the Pearl (film dokumentalny) jako narratorka
- 1999: Stone Forever (film dokumentalny)
- 2008: Niezupełnie Hollywood (Not Quite Hollywood: The Wild, Untold Story of Ozploitation!) w roli samej siebie

### Seriale TV
- 1974: Cichy numer (Silent Number) jako Futility Cragg
- 1975: Armchair Cinema jako sekretarka
- 1978: Chopper Squad jako Georgia Batie
- 1977-79: Glenview High jako Robbie Dean
- 1979-81: Młodzi lekarze (The Young Doctors)  jako Liz Kennedy
- 1981: Holiday Island jako Trish McKenzie
- 1982: A Country Practice jako Robin Nichols
- 1982: Watch This Space
- 1983: Powrót do Edenu (Return to Eden) jako Stephanie Harper / Tara Welles
- 1984: City West
- 1985: Five Mile Creek  jako panna Armstrong
- 1986: Powrót do Edenu (Return to Eden) jako Stephanie Harper
- 1988: Niebezpieczne życie (A Dangerous Life) jako Angie Fox
- 1990: Papierowy człowiek (The Paper Man) jako Virginia Morgan
- 1993: G.P. jako Jenna Clarke